# HK P2000半自動手槍
HK P2000是一款在2001年年底由德国槍械製造商黑克勒&科赫所研製和生產的半自動手槍，並且主要用於執法機關、準軍事和民用市場，發射9×19毫米、.40 S&W和.357 SIG這三種口徑的手枪子彈。
P2000是以使用在緊湊型USP手枪的各種技術為基礎而研製的，它採用了獨特的改進設計，更為符合人體工程學的特徵；它所具有的特徵是，減少了操作時所造成的壓力，並且同時增加使用者操作和射擊的時侯的舒適度。
目前，P2000正獲德國聯邦警察、聯邦特工和美国海關及邊境保衛局（英語：Customs and Border Protection，簡稱：CBP）的成員（.40口徑）所使用。

## 設計細節
P2000是一把短後座行程作用操作、閉膛待擊半自動手枪，它使用了改良白朗寧式無閉鎖凸耳的槍機，而垂直傾斜槍管的設計亦是來自HK USP系列自動裝填手槍，以及最現代化的無閉鎖凸耳半自動射擊系統。
以钢材、冷鍛法和鍍铬工藝製造出來的槍管具有多邊形的輪廓，而套筒是由硝酸滲碳所製成的鋼材所製成，十分堅硬。P2000亦跟隨著最近的現代手槍設計趨勢，大量地採用耐高溫、耐磨損的聚合物及鋼材混合材料以減輕全槍重量和生產成本。
與最近其他由黑克勒&科赫公司所設計的手槍一樣，P2000亦有採用模組化設計，以適應個別使用者的需要。例如，握把使用了模塊化的可更換式後方握把片，這樣就令使用者可以因應其手掌大小而調節握把的形狀和尺寸，更適合不同的手形。P2000亦跟隨著流行趨勢，在套筒以下、扳機護環前方的防塵蓋整合了一條通用配件導軌，以安裝各種戰術燈、雷射瞄準器和其他戰術配件。安裝以後十分穩固，而且無需使用任何工具輔助安裝。這正是與USP系列安裝戰術配件的方式成對比，它使用的是黑克勒&科赫手槍的專有的配件導軌以安裝戰術配件，但代價是限制了可以使用的戰術配件種類。
P2000亦是一把採用外置式擊錘射擊的手槍；亦有一種可選的縮短型擊錘。它裝有非常靈巧的套筒鎖（無彈後定桿），而彈匣卡筍安裝在扳機護環附近的兩側，兩手皆可讓拇指舒服地操作，進而快速識別彈盡和更換彈匣。

## 扳機系統型號
各個衍生型的扳機和扳機系統提供了轉換扳機射擊模式可能性，即是由第一種操作模式轉換到另一種操作模式。有幾種的衍生型是可以使用“執法機關修改型”（英語：Law Enforcement Modification，簡稱：LEM trigger，又稱為“戰鬥防衛行動型”，簡稱：CDA）的扳機結構（黑克勒-科赫研製的純雙動操作型號，擊錘打擊力量大，扳機扣力較小的純雙動操作方式），其設計足以抗衡使用單／雙動操作的扳機結構。整體而言，P2000有六種扳機結構可以選擇：
| 型號     | 特點 |
| -------- | --- |
| P2000 V0 | 扳機為“戰鬥防衛行動型”扳機系統（單／雙動操作型） 單動操作的扳機扣力固定在大約20牛頓（4.5磅力，+4/-2牛頓）和雙動操作的扳機扣力固定在大約51牛頓（11.47磅力，±5牛頓） |
| P2000 V1 | 扳機為“戰鬥防衛行動型”操作型扳機（執法機關修改型），執法機關修改型扳機是一種兩道火式扳機，不管在單動操作還是雙動操作，都是在擊錘降下的狀態射擊。但它亦有一個內部結構，使擊錘在每次射擊過後仍然保持著待擊狀態 “戰鬥防衛行動型”操作的扳機扣力固定在大約20牛頓（4.5磅力，+4/-2牛頓） |
| P2000 V2 | 扳機為“戰鬥防衛行動型”操作型扳機（執法機關修改型） 和P2000V1相近，但“戰鬥防衛行動型”的扳機扣力增加並且固定在大約32.5牛頓（7.31磅力，±2.5牛頓） |
| P2000 V3 | 傳統的單／雙動操作型扳機（SA／DA），套筒的後方的左側裝上了的待擊解脫桿，可控制擊錘在待擊解脫狀態 雙動操作的扳機扣力固定在大約51牛頓（11.47磅力，±5牛頓）和單動操作的扳機扣力固定在大約20牛頓（4.5磅力，+4/-2牛頓）                                                                |
| P2000 V4 | 扳機為“戰鬥防衛行動型”操作型扳機（執法機關修改型） 和P2000V1和P2000V2相近，但“戰鬥防衛行動型”的扳機扣力介乎於兩者之間並且固定在大約27.5牛頓（6.18磅力，±2.5牛頓） |
| P2000 V5 | 純雙動操作型扳機（DAO），沒有外露的擊鎚 雙動操作的扳機扣力固定在大約36牛頓（8.09磅力，±2.5牛頓） |

## 彈藥
P2000分別有9×19毫米、.40 S&W和.357 SIG三種的口徑，亦可以發射特殊的9×19毫米和.40 S&W的高膛壓彈藥（+P ammunition）。但是黑克勒&科赫的P系列官方手冊亦明確規定，黑克勒&科赫不建議使用者在P系列手槍上使用+P和+P+這些高膛壓彈藥。修訂後的手冊（2014年）卻把這一建議刪除了，改稱P系列手槍是專為黃銅彈殼、原廠裝填的北約或SAAMI規格的彈藥而設計的。但是修訂後的手冊仍繼續警告不要使用鋼或鋁製彈殼的彈藥。

## 衍生型
HK P2000 SK是HK P2000的袖珍型（英語：Sub-compact）版本。

## 使用國
- 加拿大
  - 加拿大懲教局（V5）[3]
  - 加拿大公園管理局舍監部[4]
- 德国
  - 下萨克森邦警察、巴登-符腾堡邦警察和汉堡水上保護警察[5][6]
- 日本
  - 日本警察廳槍械對策部隊
- 瑞士
  - 瑞士邊境衛隊
  - 瑞士聯邦警察：正在以其取代舊型號的SIG P220手槍。採用的手槍為9毫米口徑，而特務可能會被批准攜帶P2000 SK手槍。
- 美国
  - 美國海關及邊境保衛局
    - 美國邊境巡邏隊

  - 部份地方警察部門[7][8]

## 流行文化

### 电影
- 2007年—：裝上激光瞄準器並且由國際刑警組織特別探員邁克·懷特爾（Mike Whittier，多格雷·斯科特）飾演）所使用。
- 2010年—：由伊苗（Eames，湯·夏迪飾演）所使用。

### 電子遊戲
- 2012年—：為CS:GO追加的新武器，以取代前作的HK USP戰術型成為反恐小組的基本武器，命名為“P2000”。奇怪地没有無彈後定（在續作《絕對武力2》的2025年8月更新中修正了換彈動作，並增加了“戰術性”換彈動作，不過在殘彈數並非為0時換彈玩家角色仍然會拉動滑套）。
- 2013年—《俠盜獵車手V》：命名為「戰鬥手槍」。

## 資料來源

## 外部連結
- （英文）—H&K官方網頁—P2000（页面存档备份，存于）
- （英文）—H&K美國官方網頁（軍方）—P2000
- （英文）—H&K美國官方網頁（民用）—P2000
- （英文）—HKPRO—P2000[永久]
- （英文）—HK Australia P2000 Technical Specifications
- （英文）—Modern Firearms—Heckler und Koch P2000（页面存档备份，存于）
- （英文）—Weapon.ge—Heckler & Koch P2000 SK（页面存档备份，存于）
- （英文）或（德文）—Heckler & Koch Jagd- und Sportwaffen（页面存档备份，存于）
- （英文）—P-series user manual
- （英文）—2008 Heckler & Koch Military and LE brochure（页面存档备份，存于）
- （英文）—The Firearm Blog.com—HKParts.net Magazine Extension Kits（页面存档备份，存于）
- （英文）—The Truth About Guns.com—
  - In Praise of . . . Heckler & Koch P2000’s Trigger Pull（页面存档备份，存于）
  - Gun Review: HK P2000 US Duty Pistol (LEM)（页面存档备份，存于）
  - Gun Review: Heckler & Koch P2000（页面存档备份，存于）
- （英文）—Tactical-Life.com—
  - Heckler & Koch P2000 LEM .40（页面存档备份，存于）
  - HK P-2000 .40 Defends the Homeland（页面存档备份，存于）
- （英文）—Personal Defense World.com—12 Autopistols From the COMPLETE BOOK OF HANDGUNS 2016 Buyer’s Guide（页面存档备份，存于）
- （英文）—American Rifleman.org—Heckler & Koch P2000
- （俄文）—Энциклопедия Вооружений－Хеклер Кох П2000 (Heckler & Koch P2000)（页面存档备份，存于）
- （简体中文）—D Boy Gun World（槍炮世界）—P2000 手枪（页面存档备份，存于）
- （简体中文）—《轻兵器》—新式HK P2000 9mm警用手枪